# LiveConnect
LiveConnect – funkcja, która pozwala przeglądarce internetowej na komunikację pomiędzy oprogramowaniem pisanym w języku Java i JavaScript za pośrednictwem sieci Web. Od strony Java pozwala to na wywoływanie  skryptów strony lub dostęp do wbudowanego środowiska JavaScript. Od strony JavaScript umożliwia wywoływanie metod apletów lub dostęp do bibliotek Java runtime.